# Odinofagija
Odinofagija je naziv za bolno gutanje. Odinofagija se može javljati s disfagijom, tj. otežanim gutanjem.  
Odinofagija može biti posljedica mnogih patoloških stanja (npr. ulkusa, infekcija, tumora) ili posljedica uzimanje hladne ili vruće hrane, te nuspojava nekih lijekova.